# Dario Sabbatucci
Dario Sabbatucci (Sellano, 22 dicembre 1923 – Roma, 22 dicembre 2002) è stato uno storico delle religioni italiano.
Nato a Piaggia, frazione di Sellano in Valnerina. Allievo di Raffaele Pettazzoni, collaboratore di Angelo Brelich, collega e amico di Ernesto de Martino e Vittorio Lanternari, fu tra gli studiosi che diedero un forte impulso alla Scuola romana di Storia delle religioni, caratterizzata dalla prospettiva storicista (aconfessionale) e dal metodo comparativo.
Insegnò Storia delle religioni all'Università di Roma "La Sapienza" dedicandosi in particolare alle culture del vicino oriente e del Mediterraneo, offrendo interpretazioni nuove e originali dei miti e dei riti. Numerosi i suoi libri sull'argomento e rilevanti i suoi studi sul misticismo greco, sul politeismo e sulla nascita del monoteismo.

## Opere
- L'edilità romana: magistratura e sacerdozio, Roma, Accademia nazionale dei Lincei, 1954 (Napoli, Jovene, 1956).
- Il mito di Acca Larentia, Roma, Marzioli, 1958.
- Giuoco d'azzardo rituale, Roma, Edizioni dell'Ateneo, 1964 (Roma, Bulzoni, 2003).
- Saggio sul misticismo greco, Roma, Edizioni dell'Ateneo, 1965 (Torino, Bollati Boringhieri, 2006) [trad. in francese]
- Lo stato come conquista culturale: ricerca sulla religione romana, Roma, Bulzoni, 1975.
- Il mito, il rito e la storia, Roma, Bulzoni, 1978.
- Sui protagonisti di miti, Roma, Editrice universitaria La goliardica, 1981.
- Da Osiride a Quirino: corso di Storia delle Religioni 1983-1984, Roma, il Bagatto, 1984.
- La storia delle religioni, Roma, Il Bagatto, 1985.
- Mistica agraria e demistificazione, Roma, La goliardica editrice universitaria, 1986.
- La religione di Roma antica: dal calendario festivo all'ordine cosmico, Milano, Il Saggiatore, 1988.
- Sommario di storia delle religioni, Roma, Bagatto libri, 1988.
- Divinazione e cosmologia, Milano, Il saggiatore, 1989.
- La prospettiva storico-religiosa: fede, religione e cultura, Milano, Il Saggiatore, 1990.
- Politeismo, Vol. 1: Mesopotamia, Roma, Grecia, Egitto; Vol. 2: Indo-iranici, germani, Cina, Giappone, Corea, Roma, Bulzoni, 1998.
- Giolo, destino d'eremita: saggio di cristianesimo applicato, Roma, Edizioni dell'Altana, 2000.
- Monoteismo, Roma, Bulzoni, 2001.
- Vita comica di Pirro secondo Plutarco, Roma, Edizioni dell'Altana, 2002.